# Soulseek
Soulseek — (от англ. soul — душа и seek — поиск, искать) — P2P-сеть, созданная для решения задач файлообмена, в том числе для обмена музыкальными файлами.

## Описание, информация
Сеть достаточно богата по содержанию, минусами можно назвать длину очередей на скачивание и невысокую скорость, так как файлы скачиваются только с одного пользователя, а не по принципу торрентов или DC++.
20 апреля 2011 года разработчиками проекта был анонсирован новый клиент — SoulseekQT, с полностью изменённым интерфейсом и новыми функциями.
10 ноября 2013 года сообществом были начаты работы по переводу оригинального клиента на другие языки.
В 2024 году вышла новая версия SoulseekQt 2024-2-1
Согласно некоторым данным, занимает третье место среди пиринговых сетей после BitTorrent и eMule.
Сеть работает по проприетарному протоколу. Весь поиск происходит через центральный сервер, на котором есть бесплатная регистрация и платная подписка. Помимо официального, существуют альтернативные клиенты:
- Nicotine+ — Развивающаяся ветка Nicotine, использующая последние библиотеки.
- MuSeek — GNU/Linux клиент
- Nicotine — GNU/Linux клиент, написанный на Python.
- SoulseeX — клиент для PC Macintosh.
- PySoulSeek или Pyslsk — GNU/Linux клиент (20 августа 2003 г. автор объявил о прекращении разработки)[2]
- GoSeek beta — Неофициальный клиент для Android
- iSlsk — Неофициальный клиент для iPhone/iPod
- OctoFind